# Хускивадзе, Михаил Кронидович
Михаил Кронидович Хускивадзе (укр. Михайло Кронідович Хусківадзе; 6 августа 1919, Омск — 25 ноября 2015, Львов) — советский и украинский спортсмен и тренер, Заслуженный тренер УССР (1969) и СССР (1974); Заслуженный работник физической культуры и спорта Украины (2000).
Доцент Львовского государственного медицинского университета, автор 43 научных работ.

## Биография
Родился 6 августа 1919 года в Омске в семье, происходившей из старинного осетинского рода (Зестафони, Имеретия, Грузия).
После окончания омской средней школы поступил в Ленинградское артиллерийское военное училище, которое закончил в 1939 году, получив звание лейтенанта. Участвовал в Великой Отечественной войне. В бою на Волоколамском направлении получил тяжелую контузию и осколочные ранения — в левую руку и обе ноги (после операции потерял кисть левой руки).
В 1945 году в звании капитана был направлен во Львов для работы на кафедре пулевой стрельбы военного пехотного училища (ныне Академия сухопутных войск имени гетмана Петра Сагайдачного). После окончания войны получил статус инвалида и стал пенсионером. С 1946 года работал на должностях начальника ремонтной строительной группы и строительного участка угольного бассейна. Учился заочно в финансово-экономическом институте, откуда ушёл после трёх курсов обучения. Стал тренером по пулевой стрельбе, совершенствуясь в этом виде спорта, и в 1958 году выполнил норматив мастера спорта по стрельбе из пистолета.
В конце 1950-х годов Хускивадзе увлёкся стрельбой из лука. Своим учителем считал заслуженного мастера спорта СССР Николая Калиниченко. Самостоятельно сконструировал протез для левой кисти. Через год выполнил норму мастера спорта. На первенстве Львовской области показал рекордный результат, а позже дважды становился чемпионом Украинской ССР, был участником Спартакиады народов СССР 1959 года, победил в первых Всесоюзных соревнованиях 1962 года. Стал членом сборной команды СССР по пулевой стрельбе и стрельбе из лука. В 1960—1970 годах был тренером сборной команды СССР и старшим тренером сборной команды Украины. Являлся председателем Федерации стрельбы из лука Украины.
В 1961 году Хускивадзе поступил во Львовский государственный институт физической культуры, который с отличием окончил в 1966 году. С 1963 по 2003 годы работал на кафедре физического воспитания и спортивной медицины Львовского национального медицинского университета имени Даниила Галицкого преподавателем (доцент с 1972 года). В 2005 году Хускивадзе была назначена государственная стипендия (Указ Президента Украины от 11 июля 2005 года № 1071). В возрасте 95 лет был действующим тренером Национальной паралимпийской сборной команды Украины по стрельбе из лука.
Тренер десятков чемпионов, призёров и рекордсменов мира, Европы, СССР, Украины, Олимпийских и Паралимпийских игр. В их числе — Валентина Ковпан (серебряный призер Олимпийских игр 1976 года), Сергей Атаманенко (серебряный призер Паралимпийских игр 2000 года), Анна Ковбаса, Татьяна Образцова, Ольга Рудковская, Леся Батиг, Раиса Редько, Любовь Харитонова, Владимир Сидорский, Светлана Салюк, Михаил Загоруйко, Игорь Прокопов, Роман Мацех, Ярослав Гусак, Елена Струк, Ференц Сабо, Роман Гутник и другие.
Умер в возрасте 96 лет 25 ноября 2015 года во Львове. Похоронен на Лычаковском кладбище города.
В марте 2015 года имя М. К. Хускивадзе внесено в Национальный реестр рекордов Украины как человека, который в возрасте 95 лет продолжал оставаться действующим тренером паралимпийской сборной Украины в стрельбе из лука.

## Награды
- Награждён советскими орденами Красной Звезды и Отечественной войны 2-й степени, а также медалями, среди которых «За трудовую доблесть».
- Также награждён украинскими орденами Богдана Хмельницкого III степени и «За Заслуги» III степени.